# 石河龍夫
石河 龍夫（いしこ たつお、1893年（明治26年）1月10日 - 1962年（昭和37年）10月26日）は、大日本帝国陸軍軍人。最終階級は陸軍中将。

## 経歴
1893年（明治26年）に愛媛県で生まれた。陸軍士官学校第26期、東京帝国大学工学部火薬学科卒業。1932年（昭和7年）に陸軍造兵廠火工廠研究課長に就任し、1936年（昭和11年）に陸軍造兵廠火工廠岩鼻火薬製造所に転じた。1938年（昭和13年）3月に陸軍砲兵大佐に進級し、陸軍造兵廠火工廠技術課長に着任。1939年（昭和14年）3月に兼陸軍造兵廠火工廠検査課長を経て、1940年（昭和15年）1月20日に陸軍燃料廠附となる。
同年8月1日に陸軍燃料廠整備部長兼研究部長に就任し、1941年（昭和16年）3月1日に陸軍少将に進級した。1944年（昭和19年）3月に陸軍燃料本部製造部長に転じ、1945年（昭和20年）3月1日に陸軍中将に進級した。
1947年（昭和22年）11月28日、公職追放仮指定を受けた。